# サルコウジャンプ

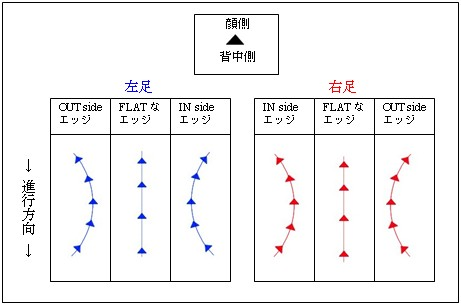
図2:エッジと進み方

サルコウジャンプ（Salchow jump）は、フィギュアスケートにおけるジャンプの種類のひとつ。名称はスウェーデンのウルリッヒ・サルコウに由来する。単にサルコウとも呼ばれる。

## 解説
後ろ向きに滑りながら左足（空中での回転の方向が反時計回りの場合。空中での回転が時計回りなら右足）インサイドエッジで踏み切るジャンプをサルコウジャンプという。サルコウジャンプは、国際スケート連盟が認定する6種類のジャンプの中で2番目に難易度が低いとされており、基礎点も2番目に低い。
左足バックのインサイドエッジで描く軌道によって体にかかってくる力は、空中での回転の方向と同じ方向に回転しようとする力である。このとき必然的に、右足は軌道の内側にあることとなり、これをそのまま前に押し出す（振り上げる）形で跳ぶジャンプということになる。体に空中での回転と同じ方向に回ろうとする力がかかっているときに右足を振り上げることでその力がより増幅されることとなり、回転力を得やすいジャンプである。
エッジが氷を離れるまで上体が1/2回転程先行し、エッジも離氷前に氷上で1/2回転程回転するのが特徴。

## 歴史
1909年にスウェーデンのウルリッヒ・サルコウが初めて跳んだのが始まりとされている。このときは1回転サルコウジャンプであった。1920年にはアメリカのテレサ・ウェルドが女子選手として初めて1回転サルコウジャンプに成功した。
1926年、スウェーデンのギリス・グラフストロームが男子選手として初めて2回転サルコウジャンプに成功し、1937年にはイギリスのセシリア・カレッジが女子選手として初めて2回転サルコウジャンプに成功した。
1955年にアメリカのロナルド・ロバートソンが男子選手として初めて3回転サルコウジャンプに成功。1962年にはカナダのペトラ・ブルカが女子選手として初めて3回転サルコウジャンプに成功した。
1998年、アメリカのティモシー・ゲーブルが男子選手として初めて4回転サルコウジャンプに成功し、2002年には当時14歳だった日本の安藤美姫が女子選手として初めて4回転サルコウジャンプに成功した。
日本人男子では2003年四大陸選手権において本田武史が初めて4回転サルコウジャンプを成功した。
2007年、アメリカのティファニー・ヴァイス＆デレク・トレント組がペア競技では初めて4回転スローサルコウジャンプを成功させた。